# Pikogram
Pikogram är en SI-enhet som motsvarar 10−12 gram, alltså en biljondels gram. SI-symbolen för pikogram är pg.
Namnet kommer från SI-prefixet piko, som är lika med en biljondel.